# スエリ・オリベイラ
スエリ・ド・プラト・オリベイラ（Suelle do Prado Oliveira、1987年4月29日 - ）は、ブラジルの元女子バレーボール選手。元ブラジル代表。

## 来歴

### クラブチーム
2002年、Paraná Vôlei Clubeに入団し、プロとしてのキャリアをスタートさせる。2012年にブラジルスーパーリーガの強豪Sesi SPに移籍した。2014年5月にスイスで開催された世界クラブ選手権で銅メダルを獲得し、自身もベストアウトサイド賞を受賞した。2015/16シーズンよりオザスコに加入した。2016/17シーズンよりBarueri VCでプレーした。
2018年10月、日本初のプロバレーボールチームとして新たにVリーグ（V2）に参入したヴィクトリーナ姫路に加入した。登録名は「スエレ・オリヴェイラ」。2018/19シーズンはエースとして活躍し、姫路のV2優勝とV1昇格に大きく貢献したが、シーズン終了後に退団した。2020/21シーズンからブラジルリーグのSesi VBでプレーし2年間在籍。2021/22シーズンはブラジルリーグと南米クラブ選手権で3位、ブラジルカップで優勝した。2022/23シーズンはルーマニアリーグのRapid Bucureștiと契約した。

### 代表チーム
2005年、トルコで開催された世界ジュニア選手権で金メダルを獲得した。2009年、シニア代表に初選出され、2011年のパンアメリカンカップで金メダルを獲得した。2015年、ワールドグランプリで銅メダルを獲得した。

## 球歴
- パンアメリカンカップ - 2005年（3位）、2008年（2位）、2011年（優勝）
- ワールドグランプリ - 2015年（3位）

## 受賞歴
- 2014年 世界クラブ選手権 ベストアウトサイドヒッター賞

## 所属クラブ
- Paraná VC（2002-2004年）
- São Caetano Esporte Clube（2004-2007年）
- オザスコ（2007-2009年）
- Cativa Opprus（2009-2010年）
- レクソーナ・アデス（2010-2011年）
- プライア・クルーベ（2011-2012年）
- Sesi SP（2012-2015年）
- オザスコ（2015-2016年）
- Barueri VC（2016-2018年）
- ヴィクトリーナ姫路（2018-2019年）
- Sesi VB（2020-2022年）
- Rapid București（2022-2023年）